# Brisbane Broncos
Brisbane Broncos är ett professionellt australiskt rugby league-fotbollslag som är baserat i Brisbane i Queensland. Laget grundades 1988 och spelar i australiska rugby league-serien National Rugby League.
Broncos  debuterade i ligan 1988 (då benämnt New South Wales Rugby League premiership) och vann sitt första mästerskap 1992 efter att ha vunnit finalen mot St. George Dragons. Senare har Broncos vunnit fem ytterligare mästerskap, senast 2006.